# پاپریکا (فیلم ۲۰۰۶)
پاپریکا (ژاپنی: パプリカ هپبورن: Papurika) یک فیلم انیمه در ژانر علمی تخیلی، دلهره‌آور روان‌شناختی به کارگردانی ساتوشی کن است که در سال ۲۰۰۶ (محصول کشور ژاپن) استودیو مدهاوس آن را تولید و اکران کرد. فیلم‌نامه این فیلم توسط سِیشی میناکامی و ساتوشی کن بر اساس رمانی به همین نام در سال ۱۹۹۳ اثر تسوتسوی یاسوتاکا به رشته تحریر درآمده است. از صداپیشگان آن می‌توان به مگومی هایاشی‌بارا، تورو اموری، کاتسونوسوکه هوری، تورو فورویا، آکیدو اوتسوکا و کوئیچی یامادرا اشاره کرد.

## خلاصه داستان
دستگاهی‌به نام “DC Mini” اختراع شده که روانشناسان می‌توانند به کمک آن در خواب بیماران خود حاضر شوند و رؤیاها را تحلیل کنند و به کمک آن روان‌درمانی انجام دهند. به دنبال دزدیده شدن این دستگاه توهمات شدیدی در بین روانشناسان و بیماران ایجاد می‌شود که خرابی‌های زیادی را در دنیای واقعیت به وجود می‌آورد، دکتر آتسوکو چیبا، به عنوان سرپرست تیمی که بر روی این درمان کار می‌کند، مسئول پیدا کردن این دستگاه می‌شود …

## سبک‌شناسی
همانند سایر آثار ساتوشی کن، این فیلم از موتیف «رؤیا و واقعیت» برای به تصویر کشیدن جهانی استفاده می‌کند که در آن رؤیاها و واقعیت‌ها به‌طور یکپارچه به هم متصل می‌شوند و مرز بین واقعیت و رؤیا به شیوه‌ای واقع‌گرایانه، نامشخص می‌شود. از نظر کن، واقعیت و رؤیا مفاهیم متضادی نیستند بلکه هر دو به این معنا مثل هم هستند که هر دو آن‌ها «چیز‌های نقاشی شده» هستند و تنها چیزی که این دو را از هم جدا می‌کند «آنچه که در هر یک نقاشی شده‌است» می‌باشد.
چیزی که پاپریکا را از سایر آثار او متفاوت می‌کند این است که رابطه عمیق‌تری بین «رویا» و «واقعیت» نمایش داده می‌شود. جایی که رؤیا و واقعیت، هر کدام به وجود دیگری تبدیل می‌شوند. در این فیلم، «رویا» به عنوان یک 《واقعیتِ تحریف شدهٔ منعکس کنندهٔ خواسته هایِ ناخودآگاهِ رویاپرداز》نمایش داده می‌شود. ایدهٔ این فیلم این است که با افزودن تحریف‌هایی در سطح تصویر، «واقعیت» را به «رویا» تبدیل می‌کند و «رویا» را با اصلاح تحریفات به «واقعیت» تبدیل کند.
در این فیلم، موضوع اصلی کُن، دوگانگی، چندوجهی بودن و تضاد و تعادل بین ضمیر خودآگاه و ضمیر ناخودآگاه انسان هاست که او از ابتدا عمداً در فیلم گنجانده بود. رابطه بین آتسوکو و پاپریکا رابطه ای از جنس تضاد و دوگانگی در درون یک شخص است، همچنین سایر شخصیت پردازی و چینش کاراکترهای دیگر فیلم نیز از همین ایده پیروی می‌کند.
مفهوم روان‌شناسی انیمه به این می‌پردازد که با وجود اینکه رؤیا‌هایی که می‌بینیم غیرواقعی و اغلب مزخرف هستند اما آن‌ها از امیدها و ترس‌ها و احساسات مان سرچشمه می‌گیرند. با مطالعهٔ رویاهای خود، به حقیقت اینکه چه کسی هستیم و چه هدفی داریم، می‌رسیم. نادیده گرفتن رؤیاها به معنای نادیده گرفتن بخشی از خودمان است.

## توضیح داستان کامل فیلم
پاپریکا اثری پیچیده‌است. برای درک پاپریکا، باید چند چیز را مرتب کنیم. اول، آنچه که در حال حاضر وجود دارد و چرا اتفاق میوفتد. دوم، داستان اصلی آتسوکو چیبا. سوم، داستان فرعی مربوط به کاراگاه کوناکوا. زمانی که این سه خط داستانی را از هم جدا کنیم، داستان پاپریکا قابل درک می‌شود.

### نقشه اینوی: ادغام رؤیاها با واقعیت
با آنچه در فیلم در حال رخ دادن است شروع می‌کنیم. خلاصهٔ پاپریکا این است که رئیس اینوی (شخصیت منفی فیلم) از تکنولوژی برای تسخیر جهان استفاده می‌کند اما شکست می‌خورد. این تکنولوژی او شامل حضور در رؤیاها و رویاهای مشترک و هم چنین ادغام رؤیاها با واقعیت است.

### چرا و چگونه این اتفاق میوفتد
دستگاه DCMini 1 به شما این امکان را می‌دهد تا فقط رؤیای دیگران را تماشا کنید. اما دستگاه DCMini 2 که بسیار پیشرفته تر از نسخه یک عمل می‌کند، به شما اجازه می‌دهد که در رؤیای دیگران حضور پیدا کنید و آن را تجربه کنید. رئیس اینوی قصد دارد که از طریق DCMini 2، رؤیاها را با واقعیت ترکیب و ساختار جهان را ویران کند.
اینوی که بر روی ویلچر است و قادر به راه رفتن نمی‌باشد، به رؤیاها به عنوان پناهگاهی تکیه کرده‌است. او که ظاهراً خود را مخالف نفوذ دیسی مینی به دنیای رؤیا معرفی می‌کند، در حقیقت می‌خواهد واقعیت را به رؤیا تبدیل کند. به این ترتیب او می‌تواند از محدودیت‌های خود فراتر رود و به معلولیت جسمی خود غلبه کند. همانطوری که در رؤیا پاهای او تبدیل به ریشه درختان شده بود و با استفاده از آن‌ها راه می‌رفت. در آخر رئیس اینوی، از بدن دکتر اوسانای استفاده می‌کند و به شکل کابوس غول پیکر دوباره ظاهر می‌شود.

### آتسوکو چیبا و پاپریکا
در حالی که شرارت رئیس اینوی داستان را پیش می‌برد، ما آتسوکو چیبا را دنبال می‌کنیم. ما تقریباً همه چیز را از طریق او مشاهده می‌کنیم. به همین دلیل است که نقشهٔ اینوی مخفی می‌ماند و در ابتدا متوجه آن نمی‌شویم. آتسوکو و افراد تیم تحقیقاتی او، دربارهٔ پروژه DCMini هیچ ایده‌ای ندارند که دستگاه دقیقاً چه کارهای بیشتری به جز روان درمانی، می‌تواند بکند بنابراین مخاطب هم چیزی نمی‌داند. ما آتسوکو و دیگران را تماشا می‌کنیم که بفهمیم چرا یکی از هم تیمی‌های آن‌ها از پنجره می‌پرد، چرا یک نفر دیگرشان گم شده‌است و معنی رژه هیولایی که در رؤیاها اتفاق میوفتد، چیست.
آتسوکو چیبا شبیه رئیس اینوی است همانند او در رؤیاها بسیار آزادتر از واقعیت عمل می‌کند. چیبا در دنیای رؤیا در شکل فرد دیگری به نام پاپریکا مشغول به روان درمانی است. ساتوشی کن کارگردان پاپریکا این دوگانگی و تضاد را در کنار هم قرار دادن چیبا و پاپریکا بیان می‌کند. چیبا دارای مو تیره و بلند و شخصیتی جدی و بی‌احساس است اما پاپریکا مو روشن و کوتاه دارد و شاد و دلسوز است. آن‌ها دو روی یک سکه هستند. هر کدام مستقل از دیگری کار می‌کند ولی می‌دانند که یک نفر هستند.
تفاوت دکتر آتسوکو با رئیس اینوی در این است که اینوی به دنبال جایگزین کردن خودِ رؤیایی اش به عنوان خودِ واقعی اش می‌باشد ولی آتسوکو از تقسیم‌بندی خود راضی است. اما این تقسیم‌بندی باعث ناتوانی او در ابراز احساساتش شده، چرا که پاپریکا این احساسات را داراست. نتیجهٔ توطئهٔ اینوی، پرده ای است که پاپریکا و آتسوکو را از هم جدا می‌کند. زمانی که اینوی به شکل نهایی خود می‌رسد و دوباره متولد می‌شود، آتسوکو و پاپریکا هم یکی می‌شوند و تولدشان شکل می‌گیرد و از مرحلهٔ نوزاد به کودک و به نوجوان و از زن جوان تا بزرگسال می‌روند.
هر دو شخصیت قهرمان و شرور داستان محدودیت‌های خود را شکسته‌اند. پاپریکا/آتسوکو که دوباره متولد شده بود، شکل کابوس اینوی را می‌خورد و قدرت دگرگونی و متحول شدن خود را به اینوی ثابت می‌کند. خودِ واقعی آتسوکو از توهم رئیس اینوی فراتر است.

### کاراگاه کوناکاوا
حالا به سراغ داستان فرعی کاراگاه کوناکاوا می‌رویم که از نظر روایت داستان، بسیار گمراه کننده است زیرا که کوناکاوا فیلم را شروع می‌کند به این معنی که اهمیت داستان او بیشتر از داستان پاپریکا است. پاپریکا او را رؤیا درمانی می‌کند. سکانس آغازین فیلم قدرتِ DCMini 2 را نشان می‌دهد و دوگانگی پاپریکا/آتسوکو را نمایان می‌کند. هیچ چیزی در خط داستان اصلی به این بستگی ندارد که کوناکاوا معمای قتل را در راهرو حل کند یا علت کابوس خود را کشف کند. اگر این کار را انجام دهد یا ندهد، اقدامات اینوی و چیبا یکسان باقی می‌مانند؛ بنابراین اگر می‌خواهید فقط وقایع پاپریکا را درک کنید، می‌توانید به نوعی همه چیز را که مربوط به کوناکاوا است، نادیده بگیرید. با این اوصاف، کوناکاوا برای موضوع اصلی پاپریکا بسیار مهم است. به اینوی و چیبا فکر کنید و اینکه چگونه هر یک از آن‌ها از طریق رؤیا توانمند شدند. برای اینوی، توانایی راه رفتن دوباره است. برای چیبا، آزادی عاطفی است. داستان کوناکاوا نیز مشابه اینهاست. او نقطه دردناکی دارد که حاضر نیست با آن روبِرو شود یعنی شکست او در فیلمساز شدن و ناتمام ماندن فیلمی که قرار بود با بهترین دوست سابقش که اکنون مرده‌است، بسازد.
انکار سینما توسط کوناکاوا نتیجه احساس گناه او است. اگر سینما را رَد کند می‌تواند گذشته اش را هم رد کند و در نتیجه از احساسات منفی ای که در طول سال‌ها در درونش شکل گرفته، دوری می‌کند. کابوس‌های او در رؤیا، نتیجهٔ مستقیم احساسات سرکوب شده‌اش می‌باشد که به صورت ماجراجویی‌های او در فیلم‌ها به نمایش در می‌آید. مانند جمیز باند، تارزان و …
در طول فیلم پاپریکا، کوناکاوا با گذشتهٔ زندگی خود مواجه می‌شود و معمای کابوس‌های خود را حل می‌کند و مانند چیبا، خود را آزاد می‌کند. نسخه رویاییِ بهترین دوستش، که همان پاپریکای کاراگاه کوناکاوا است، به او می‌گوید:《 تو هیچ اشتباهی نکردی. تو داستان فیلم ما را در زندگی واقعی تجربه می‌کنی. برای همین پلیس شدی. این حقیقتی است که از رؤیا سرچشمه گرفته شده‌است. این را همیشه به یاد داشته باش.》
به بیان دیگر، نسخه رویاییِ کوناکاوا که همان بهترین دوستش است، عنصرِ مخفیِ خط اصلی داستان را فاش می‌کند:《این حقیقتی است که از رؤیا سرچشمه می‌گیرد.》

### پایان بندی
پاپریکای ساتوشی کن، سه شخصیت اصلی داستان را با سه رابطه بسیار متفاوت با رویاهایشان را به ما نمایش می‌دهد. کسی که نابود می‌شود (رئیس اینوی)، کسی که متحول می‌شود (دکتر چیبا) و کسی که به آرامش می‌رسد (کاراگاه کوناکاوا). در سکانس پایانی فیلم، هنگامی که کاراگاه کوناکاوا برای تماشای فیلمی به سینما می‌رود، پوستر سه فیلم قبلی ساتوشی کن (پرفکت بلو، بازیگر هزاره، پدرخوانده‌های توکیو) نشان داده می‌شود.

## میراث
در سال ۲۰۱۰ فیلم تلقین ساختهٔ کریستوفر نولان با الهام و ایده گرفتن از این انیمه ساخته شد. بسیاری از منتقدان و طرفداران به شباهت‌های چشمگیر این دو اثر اشاره کردند.

## جشنواره‌ها
پاپریکا در ۲ سپتامبر ۲۰۰۶ در شصت و سومین جشنواره فیلم ونیز به نمایش درآمد. این فیلم در چهل و چهارمین جشنواره فیلم نیویورک نمایش داده شد، که در ۷ اکتبر ۲۰۰۶ پخش شد. در نوزدهمین جشنواره بین‌المللی فیلم توکیو از ۲۱ تا ۲۹ اکتبر ۲۰۰۶ حضور یافت. همچنین در بیست و هفتمین فانتاسپورتو از ۲۳ فوریه تا ۳ مارس ۲۰۰۷ شرکت کرد. این فیلم در جشنواره فیلم ساراسوتا در ۲۱ آوریل ۲۰۰۷ در ساراسوتا، فلوریدا پخش شد.